# SN 2007it
SN 2007it – supernowa typu II odkryta 13 września 2007 roku w galaktyce NGC 5530. W momencie odkrycia miała maksymalną jasność 13,50m.